# 울산광역시의 지질

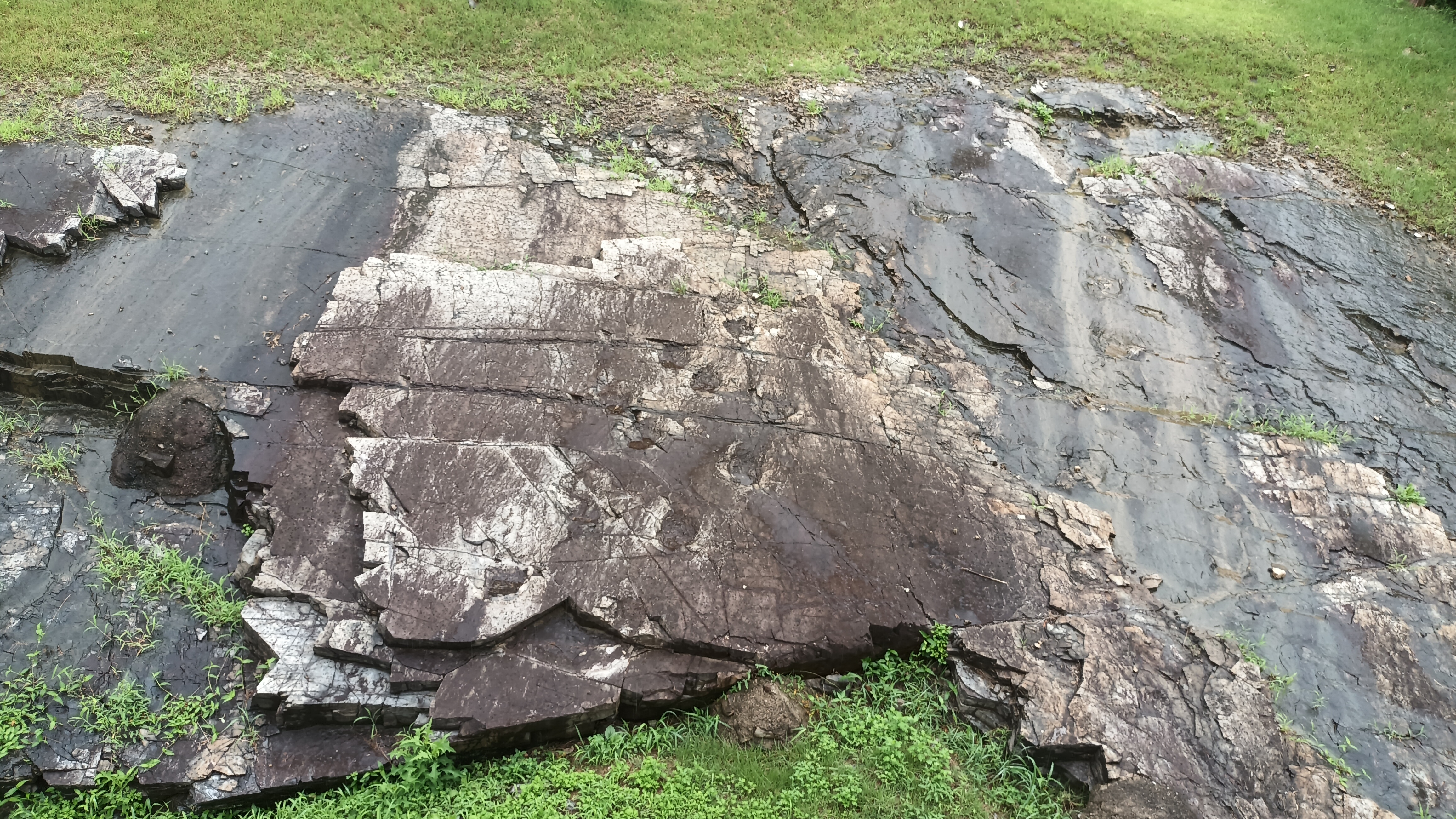
울산광역시 유곡동의 유곡동공룡발자국화석

본 문서에서는 국가지질공원 인증 신청 예정인 울산광역시의 지질 및 울산광역시 내 울주 대곡리 반구대 암각화, 천전리공룡발자국화석, 유곡동공룡발자국화석, 울주 대곡리 공룡발자국 화석, 울주 대곡리 공룡발자국 화석 등 지질유산과 공룡발자국 화석 및 울산광역시를 지나는 단층에 대해 설명한다.

## 개요
울산광역시는 경상 분지 남동부에 위치하며 중생대 백악기의 퇴적암-화산암 지층 경상 누층군 하양층군과 유천층군 및 이를 관입한 불국사 화강암류와 그 위에 놓인 신생대 제3기의 지층으로 구성된다. 울산광역시에는 천전리공룡발자국화석, 울주 대곡리 공룡발자국 화석 등 공룡 발자국 화석과, 울산 대곡리 반구대 암각화, 대왕암공원 등의 지질유산이 있다. 울산광역시에는 양산 단층과 울산 단층, 동래 단층, 연일구조선 등 다수의 대규모 단층이 지나며 다수의 활성단층 노두가 발견되었다. 
1:5만 지질도폭 상으로,
- 모량 지질도폭(1971) 남동부 (울주군 두서면 북부, 두동면 봉계리, 월평리)[2]
- 언양 지질도폭(1972) 대부분 (울주군 언양읍, 두서면 중·남부, 두동면 중·남부, 상북면, 삼남읍, 삼동면 북부, 범서읍 서부, 청량읍 율리, 자수정 동굴나라)[3]
- 울산 지질도폭(1968) 전역 (범서읍 동부, 북구, 중구, 동구 중·북부, 남구 중·북부, 울주군 청량읍 문죽리)[4]
- 양산 지질도폭(1964) 북동부 (울주군 삼동면 남부, 웅촌면, 온양읍 서부, 청량읍 삼정리)[5]
- 방어진 지질도폭(1968) 대부분 (울주군 청량읍, 온양읍 동부, 온산읍, 서생면, 신고리원자력발전소)[6]

에 해당한다.

### 울산 지질공원
울산광역시는 울산지역 10개 지질명소에 대해 국가지질공원 인증을 신청하고 추진하기로 하였다. 10개 지질명소는 천전리공룡발자국화석, 울주 대곡리 공룡발자국 화석, 국수천 습곡, 울산 선바위, 주전 포유암, 대왕암해안, 간월재, 작괘천, 정족산 무제치늪, 간절곶 파식대이다.

## 달천철장조선 누층군?
울산 지질도폭(1968)에 의해, 울산광역시 북구 농소동의 울산철광산 부근에 결정질 석회암이 불과 0.1km2의 면적으로 타원형으로 분포한다는 것이 최초로 보고되었다. 울산 지질도폭에서는 이 석회암을 조선계 지층에 속하는 석회암층으로 해석하였으며 최광선 외(1977)는 시추 코어의 회색 세립질 석회암에서 해면(海綿)과 복족류의 화석을 발견하였다. 이후 이 석회암의 형성 원인으로 두 가지 의견이 제시되었다. 김규한 외(1990)는 이 탄산염암이 해성 석회암에서 기원되었으며 청송, 평해 등지에 소규모 분포하는 고생대 조선 누층군의 석회암 일부가 양산 단층의 우수향 주향이동 운동에 의해 약 120 km 남쪽으로 이동하여 현재의 위치에 오게 되었다고 해석하였다. 이 해석이 맞다면 이는 경상 분지의 지구조 해석에 대단히 중요한 의미를 가진다. 다른 원인으로는 초염기성 마그마가 상승하다가 지각 내 석회질암을 용융시켜 탄산염암질 마그마를 형성하고 현재의 장소에 관입한 것으로 추론하는 의견도 있다. 양경희 외(2001)는 시추를 실시하여 탄산염암체가 지하 깊숙히 연장되는 것을 확인하고 탄산염암체가 퇴적암보다는 관입암일 가능성이 더 높다고 추론하였다. 또한 산소와 탄소의 안정동위원소 값을 근거로 이 탄산염암체가 (조선 누층군의 유기적 퇴적암인) 석회암일 수 없다고 주장하였다.

## 경상 누층군울산층/대구층

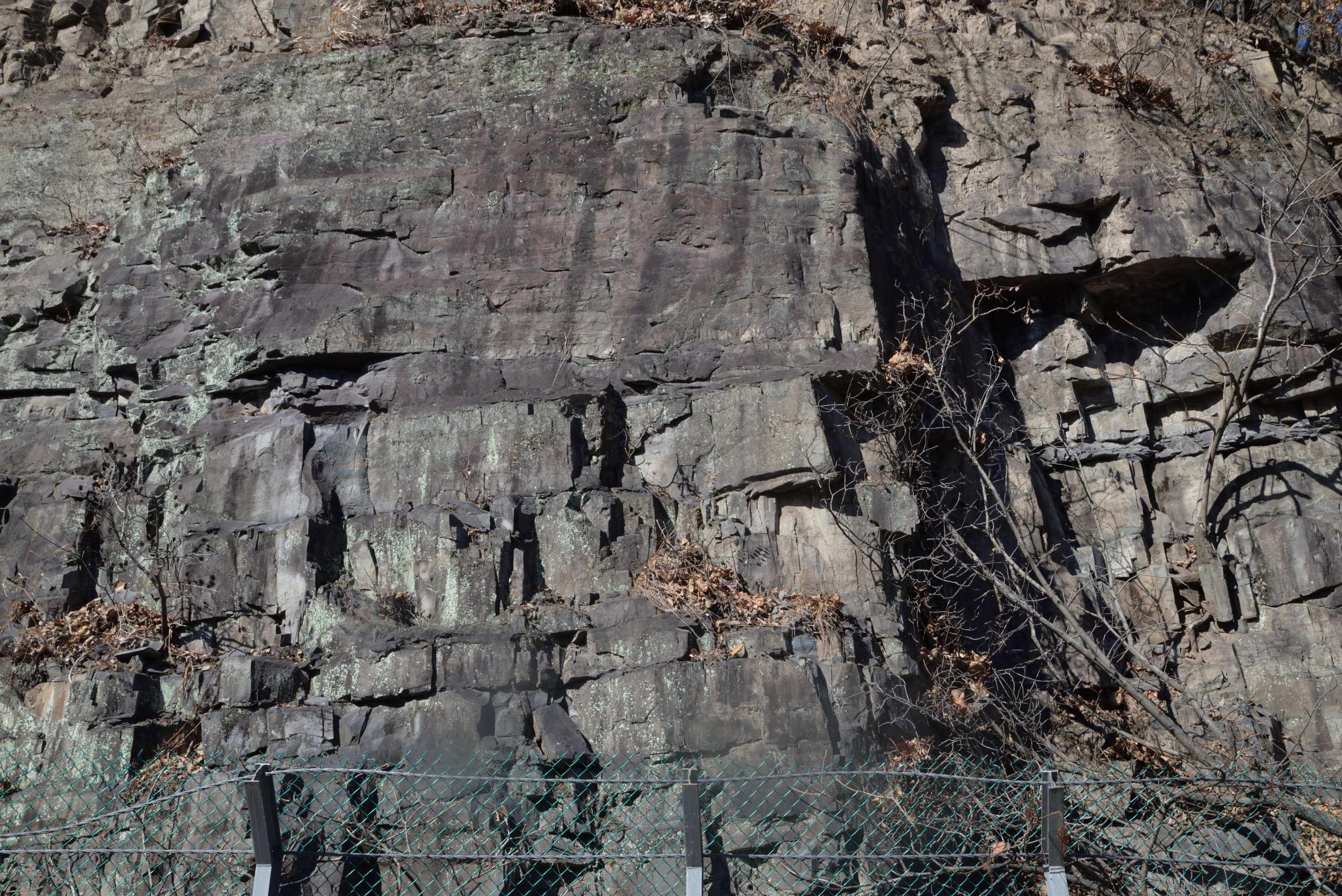
울주군 삼동면 작동리 삼동로 도로변의 대구층 (삼동면 삼동로 1343 부근)

울산광역시에 분포하는 경상 누층군 하양층군의 지층은 울산 및 방어진 지질도폭(1968)에서 울산층(蔚山層, Ulsan formation)으로 명명되었으며 언양 지질도폭(1972)에서는 대구층으로 명명하였다. 두 지층은 층서상 동일한 지층으로 본 문서에서는 두 명칭을 혼용한다. 울주 대곡리 반구대 암각화는 바로 이 울산층/대구층에 새겨진 암각화이며 또한 이 지층에는 울주 대곡리 공룡발자국 화석, 천전리공룡발자국화석, 울산 시내의 유곡동공룡발자국화석 등 다수의 공룡 발자국 화석이 있다.
울산 지질도폭(1968)에 의하면 울산층은 주로 자색(赭色) 셰일과 사암, 이회암, 회색~회녹색의 셰일과 사암으로 구성되며 응회암질사암과 불연속적인 역암 등을 협재한다. 불국사 화성암류의 관입을 받은 곳에서는 접촉 변성 작용을 받아 혼펠스화 되어 있다. 본 층의 주향은 대체로 북동 20~75°이고 경사는 북동 주향을 가지는 완만한 배사 습곡 구조로 북서 20~50°및 남동 10~55°의 경사를 보인다.
방어진 지질도폭(1968)에 의하면 울산층은 자색(赭色) 셰일, 사암, 회색~회녹색 셰일과 사암 등으로 구성되며 응회질사암과 불연속적인 역암을 협재한다. 화강암의 관입으로 일부 혼펠스화 되어 있다. 하부에서는 자색과 회색 셰일이 교호하고 중부에는 회색~회녹색 셰일, 사암이 자색 셰일보다 우세하며 상부에서 자색과 회색의 셰일, 사암이 분포한다. 본 층의 일반적인 주향은 북동 12~45°, 경사는 남동 15~40°이나 지역적으로 변한다.
언양 지질도폭(1972)에 의하면 울주군 범서읍, 두동면, 언양읍 동부, 청량면 등지에 널리 분포되어 있으며 모두 양산 단층 동부 지역에만 분포한다. 대구층 하부는 범서면 일원에 분포하며 암녹색, 녹회색, 암회색의 사암, 실트스톤, 사질 실트스톤, 사질셰일 및 및 셰일 등이 우세하게 발달하고 자색(赭色)의 사질실트스톤, 실트스톤, 셰일 등이 일부 호층(互層)을 이루거나 박층(薄層)으로 협재된다. 부분적으로 흑색 셰일이 협재되기도 한다. 상부층은 두동면, 언양읍, 삼남면 (동부), 청량면 일대에 분포하며 자색(赭色)의 (사질) 실트스톤, (사질)셰일 등이 우세한 듯 하나 녹(암)회색 및 암녹회색의 사암, (사질) 실트스톤, (사질)셰일 등과 호층(互層)을 형성하며 담회색(淡灰色)의 이암이 협재된다. 대구층은 양산 단층에 의해 그 서부의 화산암류 및 화성암과 접촉하나 부분적으로 관입 접촉한다. 대구층의 주향과 경사는 도폭의 북부에서 북동 30~50°및 북서 10~20°를 이루고 있으며 남부에서는 북서 10~30°및 남서 10~20°의 주향과 경사를 보여주는 바 전체적으로 볼 때 대략 북동 70°의 배사축을 갖고 남서 10°로 침강된 침강배사(沈降背斜; plunging anticline) 구조를 이루고 있다.
2014년 한국지질자원연구원에서는 울주군 삼동면 출강리 36번지 지역(북위 35° 31′ 19.62″ 동경 129° 10′ 21.11″ / 북위 35.5221167°  동경 129.1725306° )의 울산층/대구층에 대해 504.2 m 깊이로 시추를 실시하여 지구과학적 특성을 조사하였다. 암상은 주로 실트스톤, 이암, 셰일, 사질셰일 및 사암 등이다.
2018년 울산광역시 울주 대곡리 반구대 암각화(북위 35° 36.255′  동경 129° 10.706′  / 북위 35.604250°  동경 129.178433° )에 드러난 하부 대구층에서 코리스토데라(Choristodera)의 발자국 생흔화석이 발견되었다. 생흔화석 자체에는 노바페스 울산엔시스(Novapes ulsanensis)라는 생흔화석명이 부여되었다. 화석이 발견된 곳 일대에는 약 80여 개의 용각류, 수각류, 조각류, 익룡 그리고 무척추동물의 흔적 화석과 함께 건열과 연흔, 우흔 등의 퇴적 구조가 발견되어 대구층 퇴적 당시의 강한 계절성을 보이는 반건조 기후를 지시한다.
2023년 9월 울산광역시 범서읍 중리 마을 인근 야산 계곡의 대구층에서 공룡의 발자국으로 추정되는 화석이 3점 발견되었다. 울산광역시 관계자는 사진상으로는 용각류로 추정되는 공룡발자국일 가능성이 높고 아니면 침식작용에 의해 패인 단순 침식 지형일 수도 있다고 하였다.

### 중리 국수천 습곡
울주군 범서읍 구영리 일대의 울산층에는 노두 규모의 단층 관련 습곡이 다수 관찰된다. 국수천 하천을 따라 드러난 울산층은 암회색 이암과 사암으로 구성되며 층리면이 휘어진 습곡구조가 발달하고 있다. 습곡구조는 최소 5개 이상을 관찰할 수 있으며, 규모가 다양하다. 이암 및 셰일층 내에서는 연질퇴적변형구조(SSDS)가 관찰되고 일부 지층에서 층간 미끄러짐의 흔적이 인지된다. 이들 울산지괴 내 습곡과 역단층은 남-북 내지 북북동-남남서 방향의 압축력에 의한 결과로 판단된다. 습곡 노두와 함께 발달한 서북서 방향의 역단층은 산성질 암맥에 의해 절단되는데 이 암맥의 SHRIMP U-Pb 저어콘 연대측정 결과는 98.8~80.7 Ma이다. 울산지괴 퇴적층의 쇄설성 저어콘 연대측정 결과(106.8~103.6 Ma)와 산성질 암맥의 연대측정 결과를 종합할 때, 구영리 일대의 습곡 구조는 103.6~80.7 Ma 사이에 형성된 것으로 판단되었다.

### 반구대 암각화와대곡리 공룡발자국 화석
울주군 언양읍 대곡리 일대에는 울주 대곡리 반구대 암각화와 함께 울주 대곡리 공룡발자국 화석산지가 있다. 대곡천에는 여러 장소에서 공룡발자국이 확인되지만 이곳의 보존상태가 가장 양호하다. 이곳의 공룡발자국은 약 100 m2 넓이의 바위에 새겨져 있는데, 용각류와 조각류 공룡발자국 24개가 관찰된다. 2018년 인접한 층준에서 익룡 발자국 Pteraichnus ichnosp. 및 보행렬이 새롭게 보고되었다.
울주 대곡리 반구대 암각화와 함께 울주 대곡리 공룡발자국 화석산지
- 울주 대곡리 공룡발자국 화석 암석
북위 35° 36′ 27.2″ 동경 129° 10′ 28.7″ / 북위 35.607556°  동경 129.174639°
- 대구층에 드러난 울주 대곡리 반구대 암각화의 모습이다.

### 천전리공룡발자국화석
울주군 두동면 천전리에는 대구층 암석에 새겨진 천전리 각석이 있으며 그 맞은편에 천전리공룡발자국화석이 있다.
천전리 각석과 천전리공룡발자국화석
- 천전리 각석
- 천전리공룡발자국화석

### 유곡동공룡발자국화석
유곡동공룡발자국화석은 울산광역시 도시 한가운데인 울산 중구 유곡동 54-1/54-3, 울산광역시교육청과 우정혁신도시1차동원로얄듀크아파트 옆에 있다. 전체적으로 어두운 퇴적암으로 구성되어 있으며, 층리면이 뚜렷하게 관찰된다. 공룡 발자국들은 수십 cm의 변위를 보이는 스러스트 단층에 의해 형성된 2개의 연속적인 층준에 드러나 있다. 얇은 역층이 발달해 있으며, 건열이 다수 관찰되어 퇴적 당시의 환경은 늪지나 호수 가장자리였던 것으로 추정된다. 백인성(2020) 등은 유곡동공룡발자국화석을 연구하고 조각류가 군집 생활을 했고 수각류가 단독 사냥을 했을 것이라 추정하였다.

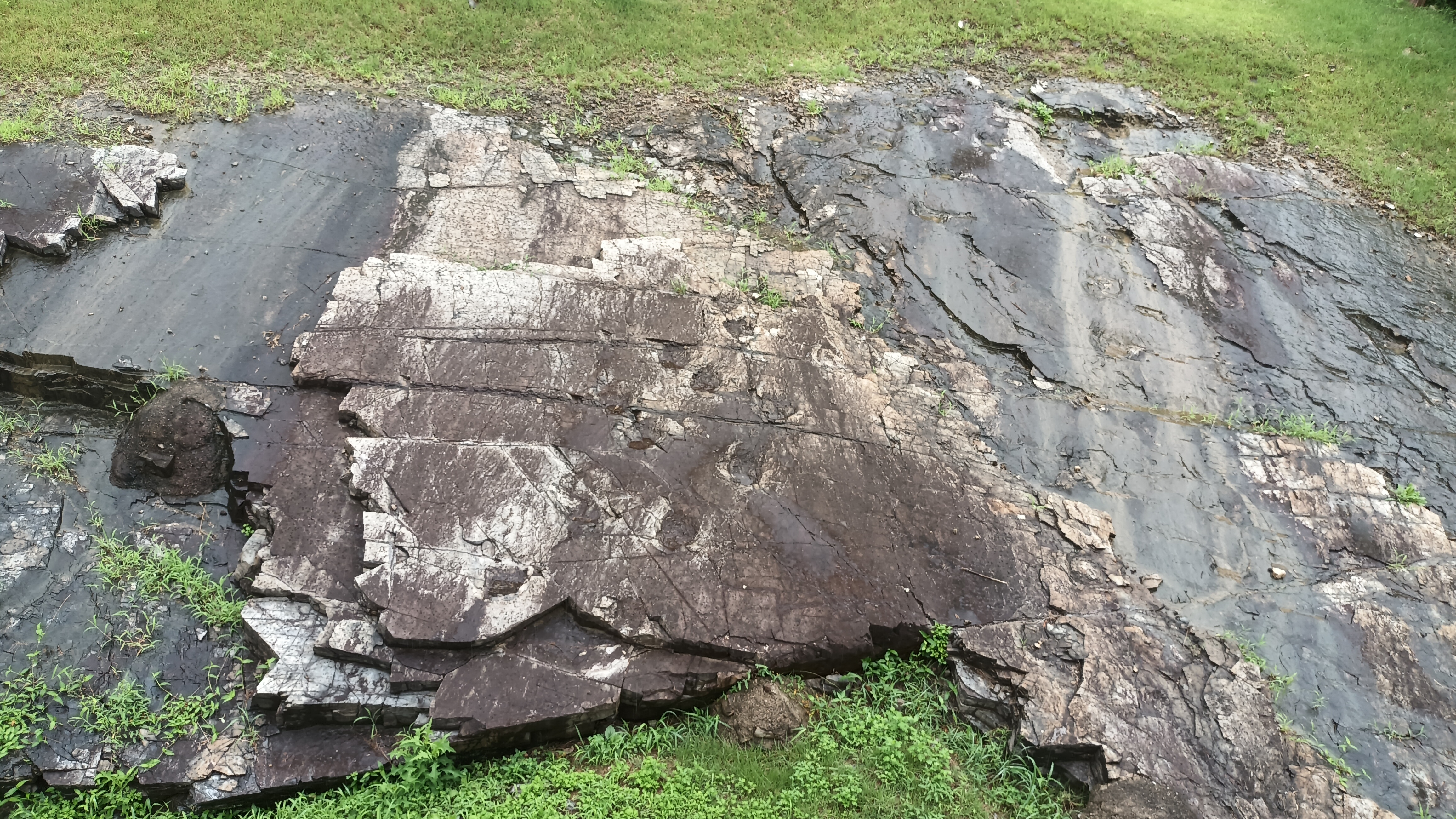
유곡동공룡발자국화석

이 곳의 공룡발자국은 약 91m2 넓이의 바위에 새겨져 있는데, 초식공룡인 이구아나룡에 속하는 발자국과 육식공룡에 속하는 발자국 등 80여 개가 된다. 빠른 속도로 달려가는 듯한 모양으로 남아 있어서 육식 마니랖토라공룡 한마리가 초식 이구아나룡에 속하는 고성룡 아홉마리를 추격한 것으로 해석된다. 울산광역시 도심 한복판에 있는 유곡동공룡발자국화석과 공룡발자국공원은 울산광역시교육청과 우정혁신도시1차동원로얄듀크아파트 바로 옆에 있으며 도로에 인접해 있고 종가로에 연결된 간이 주차장(종가로 교육청사거리→혁신도시입구교차로 방향으로 진입)이 있어 접근이 용이하다. 화석산지에는 공원과 함께 나무 데크길이 조성되어 있다.

### 울주 대곡리 공룡발자국 화석

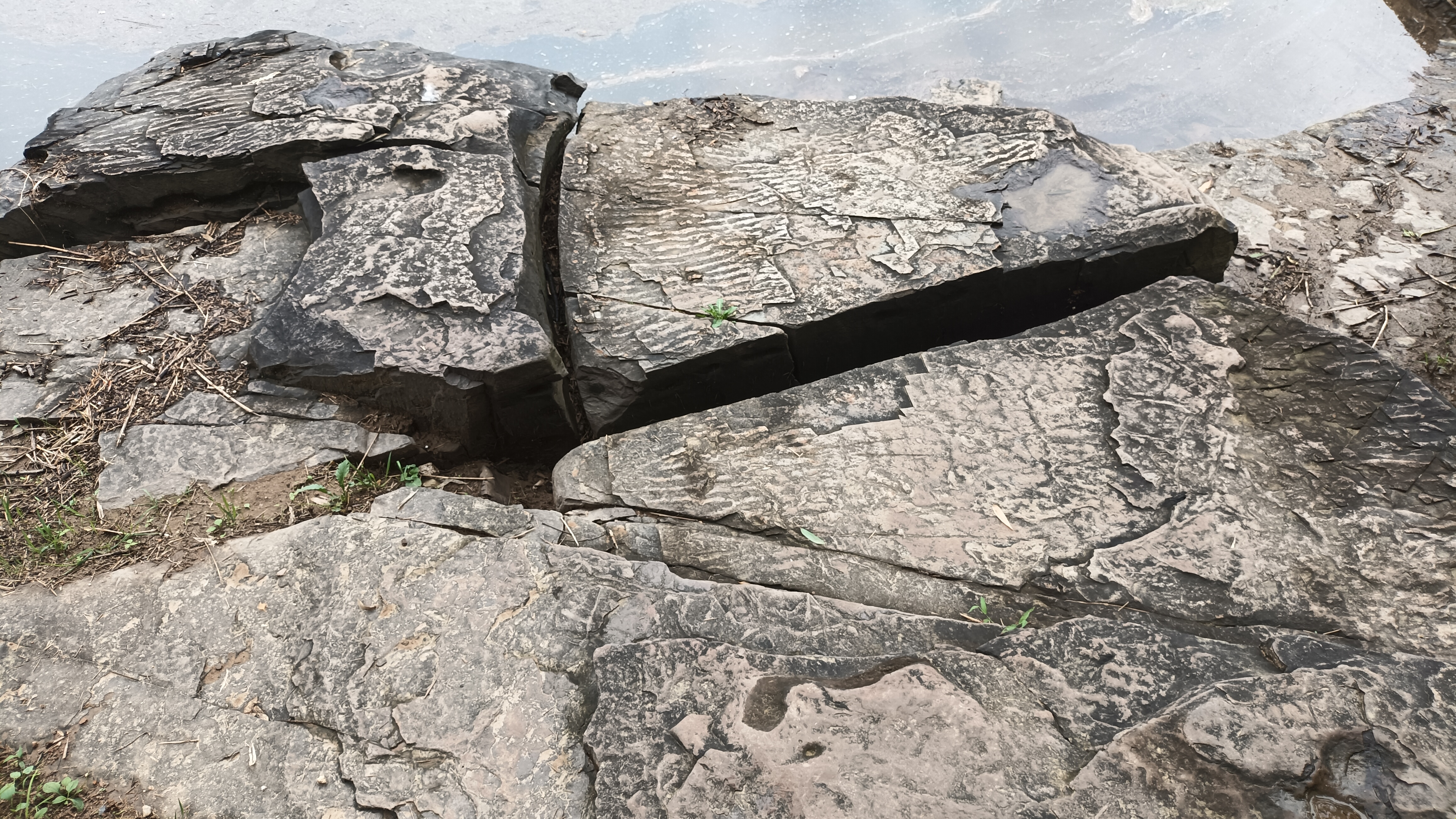
공룡발자국 화석과 연흔 구조

대곡리공룡발자국화석(大谷里恐龍足印化石)은 울산광역시 울주군 언양읍의 경상 누층군 대구층에 있는 중생대 백악기의 공룡발자국 화석이다. 2000년 11월 9일 울산광역시의 문화재자료 제13호로 지정되었다. 이곳의 공룡발자국 화석은 약 1억년 전의 전기 백악기 시대에 살았던 공룡들의 것으로 보인다. 당시의 공룡들은 아열대 기후 아래 우기와 건기가 반복되고 열대 무역풍이 영향을 미치는, 사바나 지역의 하천평야 일대에서 살았던 것으로 알려져 있다. 대곡천에는 여러 장소에서 공룡발자국이 확인되지만, 이곳의 공룡발자국 화석은 보존상태가 가장 양호한 것이다. 이곳의 공룡발자국은 약 100m3 넓이의 바위에 새겨져 있는데, 용각류 팔용과에 속하는 것(60톤급)과 조각류 이구아나과에 속하는 것(고성룡족인) 등 24여 개다. 일정한 방향으로 걸어가는 모습으로 남아있는 것으로 보아 공룡들은 이 일대를 평화롭게 배회했음을 짐작할 수 있다.

### 구영리 태화강 선바위

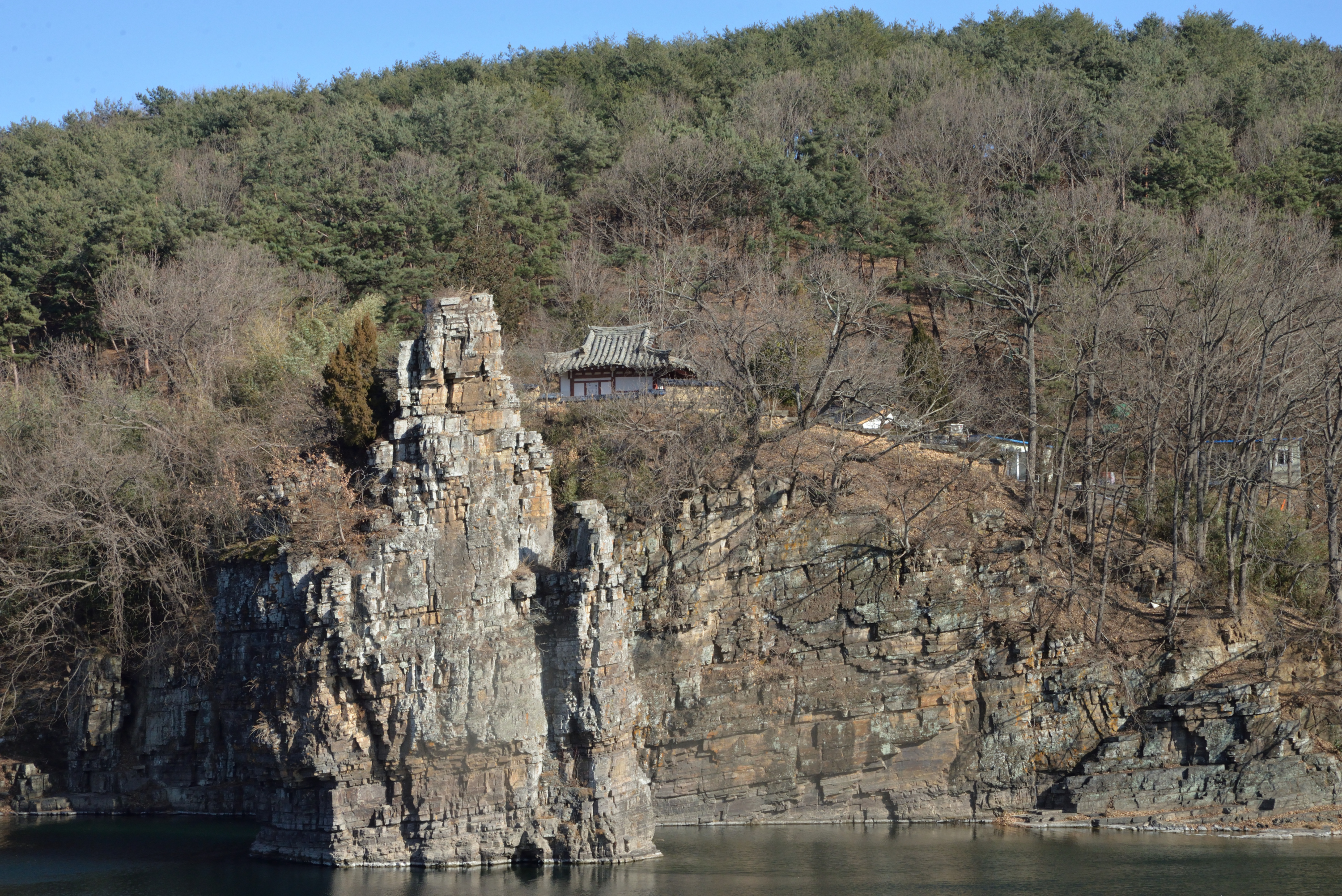
울산광역시 울주군 범서읍 구영리 태화강의 선바위

울산 선바위는 울주군 범서읍 구영리의 태화강 하상에 드러난 대구층(울산층)의 바위이다. 태화강 선돌은 울주군 범서읍 구영리 태화강 중류에 위치하며 태화강에 의해 침식되어 형성된 하식애가 차별침식으로 인해 육지의 노두와 분리되어 형성된 대구층 바위이다. 이곳의 대구층은 사암, 미사암, 셰일이 교호하며 층리가 관찰되고 하식애와 더불어 하식절벽, 포트홀 등의 하식지형 및 식생이 다수 관찰된다. 범서읍 입암마을의 선바위는 백룡이 살았다는 백룡담(白龍潭) 푸른 물속에 있는 기암괴석으로 깎아지른 듯 우뚝 서 있다 하여 선바위[立巖]라 불린다. 높이는 33 m (수면 위 21 m, 수면 아래 12 m)이고, 수면 위 둘레는 46 m, 바위 꼭대기 부분 폭은 2.9 m이다. 선바위를 마주보는 벼랑 위에는 용암정(龍巖亭)과 선암사(仙巖寺)가 있다.

## 경상 누층군유천층군

### 주산안산암질암
주산안산암질암은 유천층군의 안산암으로 두서면 복안리, 미호리, 내와리, 고현산(1034.1 m) 주변과 신불산(1159.3 m) 일대, 상북면 소호리, 이천리, 삼남면 가천리, 방기리, 삼동면 보은리, 조일리, 금곡리, 작동리, 대복리 지역에 분포한다. 본 암석은 암갈색, 암록색, 암록회색 및 녹회색의 함각역질안산반암, 안산반암, 안산암 및 응회질암등으로 구성되며 부분적으로 석영안산암질암상을 보이는 안산암류도 있다. 응회질암류는 담홍색 내지 적갈색의 각역질집괴암으로 상북면 이천리 서단부에 협재된다. 본 암석은 대구층과는 양산 단층으로 접하고 있으나 삼동면에서 대구층을 직접 관입하고 있으며 삼남면 보은리 일대에서는 층상으로 관입하여 퇴적암류와 유사한 암상구조를 보여준다. 함양울산고속도로의 신불산터널이 주산안산암질암 내를 통과한다.
한국지질자원연구원(2014)은 모량 단층에 인접한 울주군 상북면 이천리 120-5 지역(북위 35° 34′ 06.68″ 동경 129° 01′ 09.38″ / 북위 35.5685222°  동경 129.0192722° )의 주산안산암질암에 455.2 m 깊이의 시추를 실시하여 암석의 지구과학적 특성을 조사하였다. 시추코어는 응회질 퇴적암과 이를 관입한 안산암, 섬록반암으로 구성된다.

### 치술령 화산암
치술령 화산암(Chisulryoung Volcanic Formation)은 울산광역시 서부 치술령 지역에 분포하는 화산암 지층으로 500 m 두께의 규산화산쇄설암류로 구성되고 지역적으로 퇴적암이 협재된다. 칼륨-아르곤 연대 측정 결과 척과리 화강섬록암(87.9±6.3 Ma) 관입 이전에 분출한 것과 가대리 화강암(63.9±1.8 Ma) 이전에 분출한 화산암으로 구성된 것으로 밝혀졌다. 따라서 첫번째 화산작용은 백악기 후기 상파뉴절(Campainan) 이전에, 두번째 화산작용은 마스트리흐트절 또는 팔레오세 이전에 발생하였다.

## 중생대불국사 화강암

### 언양 화강암 (흑운모 화강암)과 자수정

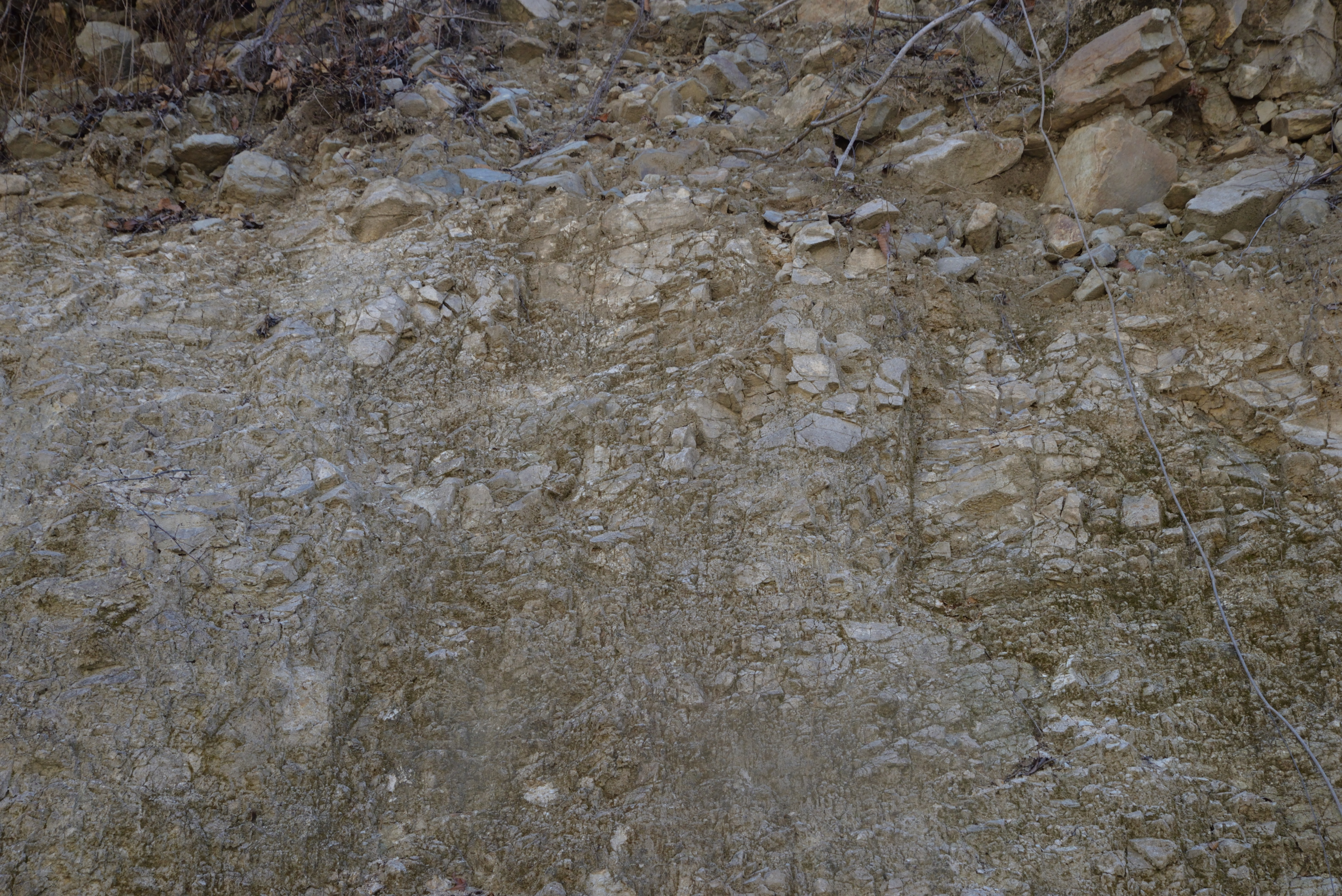
중생대 백악기 언양 화강암, 경주시 산내면 대현리 포레스트카페(도로명주소: 경주시 산내면 문복로 106) 남쪽 하천

언양 화강암 또는 흑운모 화강암은 울주군 상북면 및 두서면 인보리, 차리, 언양읍 다개리, 송대리, 삼남읍 교동리, 범서읍 동부와 달천동, 가대동, 상안동, 시례동, 성안동에 분포하는 화강암이다. 흑운모 화강암은 분포지역 전역에 걸쳐 울산층/대구층을 관입하여 부분적으로 자색~회록색 셰일을 변질시켜 혼펠스화시켰고 곡동 북부에서는 규장암에 의하여 관입당했다. 언양 지역의 언양 화강암은 유백색 내지 담홍색, 담회색의 중립 내지 조립의 흑운모 화강암이며 마그마 분화작용(magma differentiation)으로 그 주변부에는 반상 화강암, 미문상 화강암, 화강반암 및 화강섬록암등의 다양한 암상을 보인다. 울산 시내 지역의 흑운모 화강암은 울산 회백색을 띠며 중립~세립질로서 풍화면은 황갈색으로 변했으며 주요 구성광물은 석영, 장석과 흑운모이다. 특히, 봉화산 남록, 327고지 일대(자수정 동굴나라가 위치한 상북면 등억알프스리~삼남읍 교동리 일대)는 중립 내지 조립의 흑운모 화강암으로 암석 내 균열을 따라 수정이 정동(geode)을 형성한다. 이 일대에는 화강암 내에 자수정 광산이 발달하는데 오늘날 자수정 동굴나라로 관광지화 되었다.
한국지질자원연구원(2014)은 울주군 청량읍 삼정리 674-1번지(북위 35° 29′ 55.67″ 동경 129° 14′ 30.89″ / 북위 35.4987972°  동경 129.2419139° ) 및 삼남읍 가천리 304번지(북위 35° 32′ 21.38″ 동경 129° 05′ 46.67″ / 북위 35.5392722°  동경 129.0962972° 의 흑운모 화강암에 각각 502.5 및 550.0 m 깊이의 시추를 실시하여 암석의 지구과학적 특성을 조사하였다. 삼정리의 시추코어는 회백색 조립질 흑운모 화강암으로 구성되며 3개 구간에서 흑색의 염기성 암맥이 발달한다. 가천리의 시추코어는 화강암 전반에 걸쳐 공동 구조(miarolitic texture)가 발달하며 염기성 암맥과 반화강암 세맥이 발달한다.

### 화강섬록암
화강섬록암은 울주군 두동면 이전리~만화리~은편리 일대와 범서면 망성리 북서부 계곡에 암주상으로 대구층과 유천층군 안산암질암을 관입하여 분포하는 암석이다. 이전리~은편리 일대는 차별 침식으로 분지 지형을 보이며 이곳의 화강섬록암은 담회색의 세립 내지 중립질로 장석, 석영, 각섬석, 흑운모 등으로 구성되고 자철석이 포함된다. 망성리의 본 암은 중립 내지 조립질로 소량의 석영과 장석, 흑운모 등으로 구성된다. 화강섬록암에 의해 대구층은 혼펠스화되어 있다.

### 반상흑운모화강암
반상흑운모화강암은 울산광역시 동구 동부동, 서부동, 미포동, 전하동, 화정동, 방어동, 일산동 일대에 분포하며 울산층을 관입하여 그의 연변부를 모두 혼펠스화시키고 울산층의 주향과 경사에도 영향을 주었다. 본 암석은 회색을 띠며 중립질, 부분적으로 조립질이고 주요 구성 광물은 석영, 장석, 흑운모이고 장경 0.5~1.5 cm의 장석반정을 갖는다.

### 대정리각섬석화강암
대정리각섬석화강암 또는 미문상 화강암은 울주군 온산읍 일대에 분포하는 화강암으로 중립질~세립질로서 회백색을 띠고 주요구성광물은 석영, 정장석, 사장석, 각섬석 등이다. 온산읍 이진리에 분포하는 미문상 화강암에는 타포니 등의 지형이 발달한다.

### 규장암
규장암은 울주군 범서읍 서사리와 울산광역시 시내 다운동, 유곡동, 우정동, 태화동, 무거동, 신정동, 양정동의 일부 지역에 분포하는 암석으로 울산층과 흑운모 화강암을 관입하였다. 당사리 안산암에 의하여 관입당해 있고 정자역암층에 의해 덮여 있다. 본 암석은 유백색~회백색을 띠며 극히 소립자의 회색반정을 가진다. 현미경 하에서 석영, 견운모화된 사장석, 편상의 백운모와 소량의 흑운모, 점상의 황철광들로 구성된다.
지질유산

### 자수정 동굴나라
자수정 동굴나라는 울산광역시 울주군 상북면 등억알프스리, 중생대 백악기 불국사 화강암류에 속하는 언양 화강암 내에 발달한 자수정 광산을 재활용해 만든 관광지이다.
한국 자수정 광산의 대명사로 이름 난 이 동굴은 1960대 초반부터 30여년간 자수정을 채광하였던 대표적인 갱도로서, 이곳에서는 세계에서 품질이 가장 우수한 자수정 원석을 해마다 약 500~5.000kg씩 채광하였고, 현지에서 직접 가공·세공한 자수정 완제품을 국내외에 널리 공급함으로써, 유명 보석 수집가와 지질학자들로부터 큰 관심을 받아 왔던 곳이다. 현재에도 자수정 광산 일대에서 생산되고 있는 자수정은 한국을 대표하는 자랑스런 보석 자원으로서, 그 영원한 신비와 함께 후손들에게 물려줄 고귀한 한국의 유산이다.
자수정 동굴나라
- 자수정 동굴나라 입구
- 동굴나라 내부 지도
- 동굴 내부 수로에서 보트를 탈 수 있다.
- 실제 자수정이 발견된 자수정 정동
- 광부 모형
- 크리스마스 장식
- 자수정 광석
- 자수정 광석
- 동굴 내 공룡나라
- 동굴 외부의 화강암 노두

### 대왕암공원
대왕암공원(大王岩公園)은 울산광역시 동구 일산동 해안에 있는 공원으로 반상흑운모화강암이 드러나 있다. 바위는 인도교와 보행로가 있어서 근접 관찰이 가능하다. 화강암 바위로는 대왕암과 울기바위, 남근바위, 탕건바위, 처녀봉, 용굴 등이 있으며 멀리 정상으로 오르면 현대중공업 울산 공장이 멀리서 보인다. 대왕암 사이를 연결해주는 인도교인 대왕교가 있다.
대왕암공원

### 울산 태화강 동굴피아
울산 태화강 동굴피아는 울산 남구 신정동 태화강변에 있는 관광지로 일제강점기 일본군의 군수물자 창고로 쓰이던 남산동굴을 도시공원으로 조성하였다. 일제강점기 건설된 이 동굴은 규장암이 분포하는 지역에 위치하며 동굴 내부에는 규장암이 일부 관찰된다. 
울산 태화강 동굴피아
- 동굴 내 전시물
- 동굴 내 전시물
- 동굴 내 전시물
- 보름달 조형물
- 광차 탑승체험
- 은하수터널
- 규장암 노두
- 곤충체험전시관
- 동굴 내 전시된 화석. 울산광역시의 지질과 직접 관계는 없다.
- 낙수 주의 표지판. 이 동굴은 엄밀히 말해 자연적으로 생성된 동굴이 아니라 규장암 내부를 굴착하여 만든 인공 동굴이다.

## 신생대제3기
울산광역시 북구 지역에는 신생대 제3기의 지층이 분포한다. 제3기 지층은 울산광역시 북구의 무룡산을 기준으로 무룡산 서측 송정동~효문동 지역과 무룡산 동측 해안가 정자동 지역에 분포하는데 보통 전자를 울산 분지, 후자를 정자 분지라 지칭한다.
울산 지질도폭(1968)에서는 무룡산 서측 송정동 지역과 동측 정자동 지역의 퇴적암 지층을 모두 정자 역암층으로 지정하였다. 그러나 김봉균(1970)은 양 지역에서 산출된 화석에 근거해 무룡산 서측의 제3기 지층이 정자동의 지층보다 더 젊다고 하여, 무룡산 서측의 퇴적암을 '화봉리층'으로 새로 명명하였고, 화봉리층 분포 지역을 울산 분지로 설정하였다. 또한 정자동의 정자 역암층을 어일 분지의 일부로 보았다. Yoon(1976)은 울산 분지 제3기 정자 역암층 중 무룡산 서쪽의 것은 화봉리층으로, 동쪽의 것은 '울산 분지 동부'로 지칭하고 하부 강동층과 상부 신현층으로 구분하고 화봉리층이 신현층과 대비된다고 하였다. 이러한 연구들로, '울산 분지'의 범위는 무룡산 서측에서 정자동 지역에 이르는 것으로 간주되었다.
그러나 손문과 김인수(1994)는 정자동의 퇴적암이 경상 누층군 울산층과 단층에 의해 다른 곳과 격리된 독립 분지라 주장하였고, 기존의 울산 분지와 이를 분지 생성 과정과 형성 시기에 있어 차이가 있다고 하여 정자동의 퇴적암을 정자 분지로 명명하였다. 따라서 강동층과 신현층은 정자 분지로, 화봉리층은 울산 분지로 보아야 한다.

### 정자 분지
정자 분지는 한반도 동해안을 따라 분포하는 제3기 분지 중 최남단의 것으로서 경상 누층군 울산층과 안산암질 화산암류를 기반으로 하여 약 5×5 km2 넓이의 마름모꼴의 퇴적 분지이다. 분지의 동쪽은 동해 바다이며 분지의 북서쪽과 남서쪽 경계는 각각 북동 30°및 북서 20°방향의 단층으로 경계 지어진다. 북서측의 산하 단층은 정단층, 남서측의 미포 단층은 우수향 주향 이동 단층으로 정자 분지는 반지구형 당겨열림 분지(Pull-apart Basin)로 해석되었다.

### 울산 분지
오늘날에는 화봉리층 분포 지역을 울산 분지로 간주한다. 김현진(2020)은 울산광역시 북구 화봉동과 송정동의 화봉리층에서 이매패류, 복족류 및 식물 화석을 채집하였다. 이 지역의 화봉리층은 준고결(semi-consolidated) 상태의 사암과 역질사암으로 구성된다. 이매패류는 Crassotrea gravitesta, Corbula (Solidicorbula) nisataiensis, Striarca uetsukiensis, Dosinia (Phacosoma) nomurai, Anadara (Hataiarca) daitokudoensis, Lucinoma annulata, Pitar sp., Modiolus sp., Archarax cf. tokunagai, Cultellus izumoensis, 복족류는 Tateiwaia yamanarii, Cerithideopsilla cf. minoensis, P hos cf. minoensis, Reticunassa sp., Crepidula isimoto 가 산출되었다. 화석 산출로 퇴적 환경을 따뜻한 조간대 내지 연안 환경으로 추정하였다.

## 단층
울산광역시에는 서쪽부터 차례로 양산 단층대의 모량 단층, 양산 단층, 동래 단층, 일광 단층이 지나며 울산시 북부에는 울산 단층이 있다.

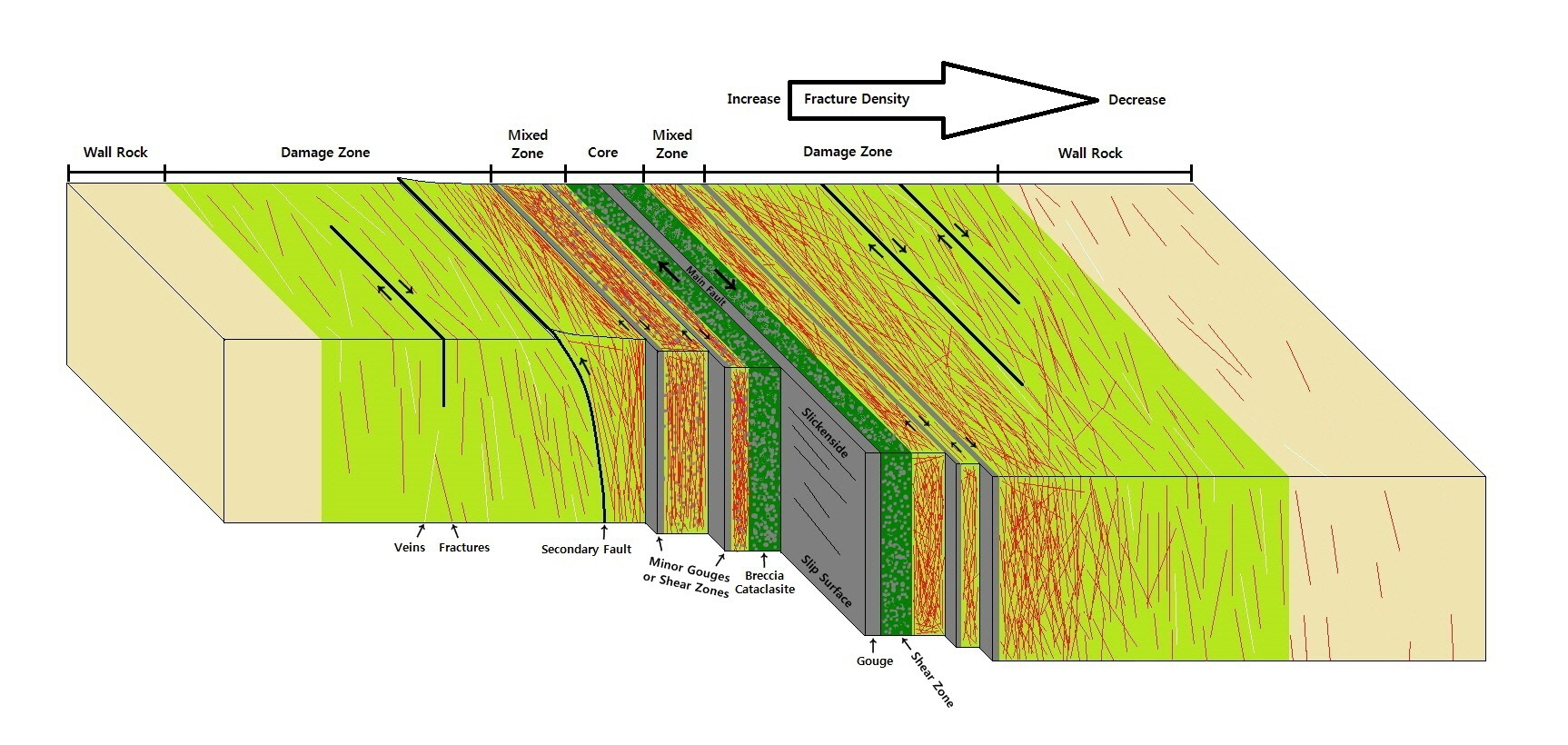
일반적인 단층대의 구조
Core : 단층핵 Mixed Zone : 혼합대 Damage Zone : 단층손상대 Wall Rock : 모암 Gouge : 단층비지 Breccia : 단층각력암 Cataclasite : 압쇄암 Shear Zone : 전단대 Fracture : 단열, 절리, 균열 등 Veins : 세맥

### 울산 단층

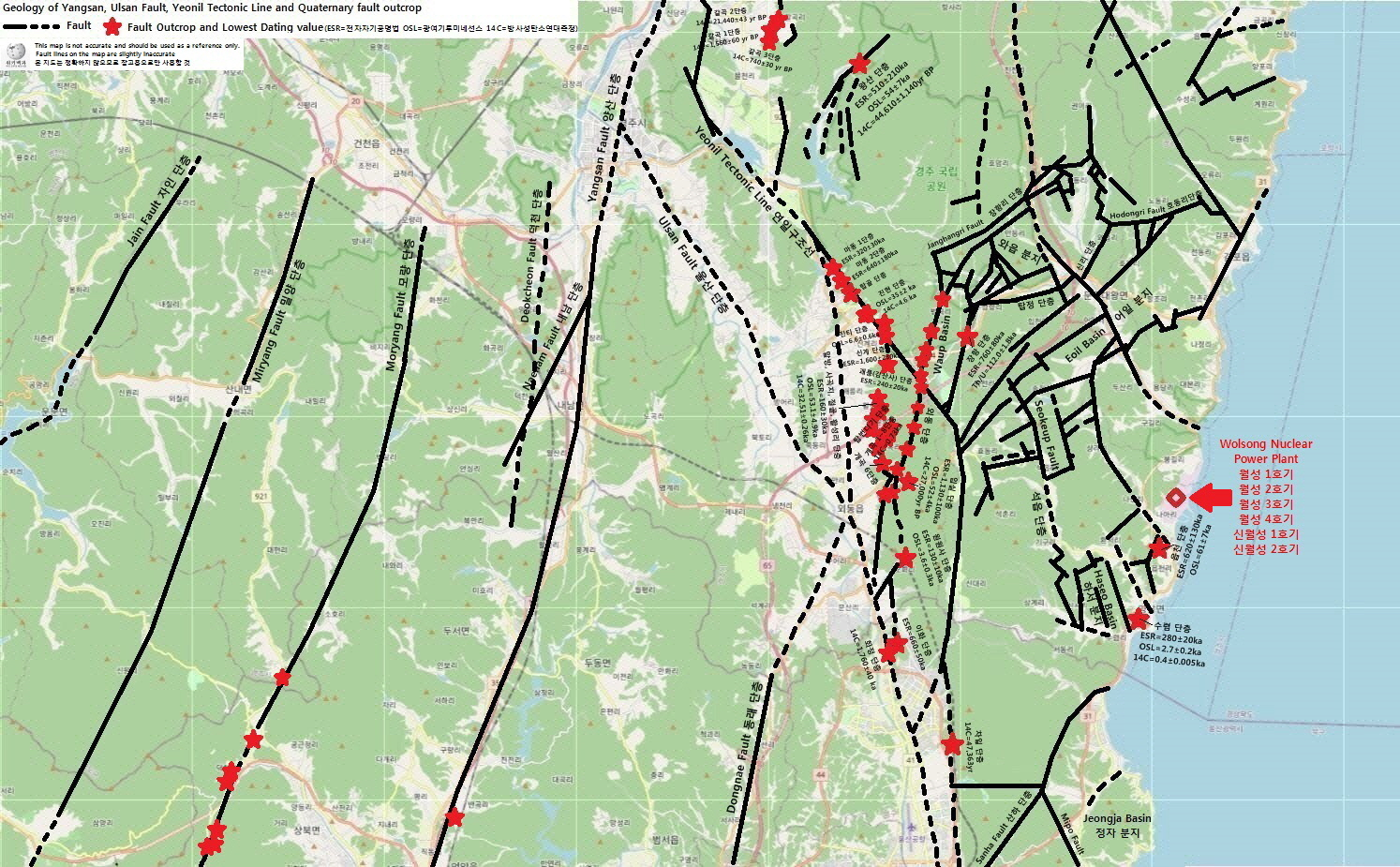
모량 단층, 양산 단층, 울산 단층, 동래 단층, 와읍 분지, 정자 분지

### 모량 단층
언양 지질도폭(1972)에서는 경상 누층군 유천층군 주산안산암질암과 백악기 언양 화강암을 지나는 단층으로 울주군 상북면 덕현리-이천리 간 지역 계곡 상부에 소규모의 전단대가 발견될 뿐이며 이동 방향이나 낙차는 확인되지 않았다.
활성단층 보고서(2012)에서는 울산광역시 울주군 상북면 덕현리 행정마을의 신축 주택 공사 현장(N 35°36'59.66", E 129°02'33.92")에서 모량 단층의 노두가 발견되었다. 이 단층은 백악기 언양 화강암과 제4기 충적층 사이에 발달하는 우수향 횡인장성 사교 단층으로 언양 화강암을 덮는 제4기 충적층의 부정합면이 단층에 의해 잘려 있다. 북동 65/56°의 주향과 남동 85/84°의 경사를 가지는 2조의 단층은 부정합면을 절단하나 제4기층은 절단하지 못한다. 단층파쇄대의 폭은 1 m, 단층의 변위량은 0.5~1 m이다.
최성자 외(2021)에 의해 다음과 같은 지역에서 노두가 보고되었다.
- 울산광역시 울주군 상북면 덕현리 북부(N 35°37'24.20", E 129°03'8.87", 구 덕현삼거리 북동쪽 800 m 지점)는 지형적으로 낮은 구릉지의 고개로서 북동-남서 방향 협곡이며 단층대의 폭도 매우 좁은 화강암 파쇄대이다.
- 울산광역시 울주군 상북면 덕현리 중부(N 35°37'0.99", E 129°02'49.14")의 노두는 구 덕현삼거리 하천변에 드러나 있었으나 현재는 하천 사방공사로 노두가 소멸되었다. 하천변에 노출된 폭 1.4 m의 주 단층대는 언양 화강암을 관입한 중성암맥에 발달하고 있으며, 주 단층의 주향과 경사는 북동 38°및 북서 80°이며 하상에서 이를 자르고 있는 하나의 소규모 단층이 관찰된다. 이들 단층은 역단층(서측이 상승), 우수향 및 좌수향 주향이동을 지시한다.
- 울산광역시 울주군 상북면 덕현리 남부의 살티마을 내(N 35°36'34.12", E 129°02'25.82")에 발달한 노두는 유문암질 화산암 내에 발달하며 단층을 따라 폭 1 m의 암맥이 관입하였다. 단층의 주향은 북동 30°, 경사는 북서 47°이며 단층경면의 단층조선은 정단층의 운동 감각을 보인다.
- 울산광역시 울주군 상북면 덕현리 남부 청수골 입구(N 35°35'47.17", E 129°02'3.79")의 단층은 화강암에 폭 20 m의 단층 파쇄대를 형성하며 주향은 북동 8°및 북동 86°, 경사는 북서 74°및 북서 81°두 방향이 확인된다. 단층의 절리와 암맥은 좌수향 주향이동을 지시한다.
- 울산광역시 울주군 상북면 덕현리 남부의 국지도 제69호선이 지나는 배내골입구삼거리(N 35°35'44.04", E 129°01'57.35", 구 석리삼거리)의 동측 사면에는 언양 화강암에 폭 2 m의 단층대가 발달하며 주향은 북동 10°, 경사는 북서 85°이다.
- 울산광역시 울주군 상북면 덕현리 남부(N 35°35'38.42", E 129°01'58.64")는 청수골 계곡의 하천이 사행하는 곳으로 하천 바닥의 언양 화강암 내에 북동 15°주향의 단층파쇄대가 발달하며 우수향 주향이동 운동을 보인다.
- 울산광역시 울주군 상북면 덕현리와 양등리의 경계에 위치한 배내미고개 정상부(배내고개, N 35°34'50.17", E 129°1'37.84")에는 주향 북동 14~18°, 경사 북서 78°~수직인 단층을 경계로 단층 동측에 미고결 퇴적층이, 단층 서측에 백악기 경상 누층군 유천층군의 화산암이 분포한다. 미고결 퇴적층의 두께에 의해 단층의 수직 낙차는 최소 수 m 이상으로 보이며 단층조선에 의해 이 단층은 주향 이동 및 우수향의 역단층 운동을 한 것으로 분석된다.

### 양산 단층

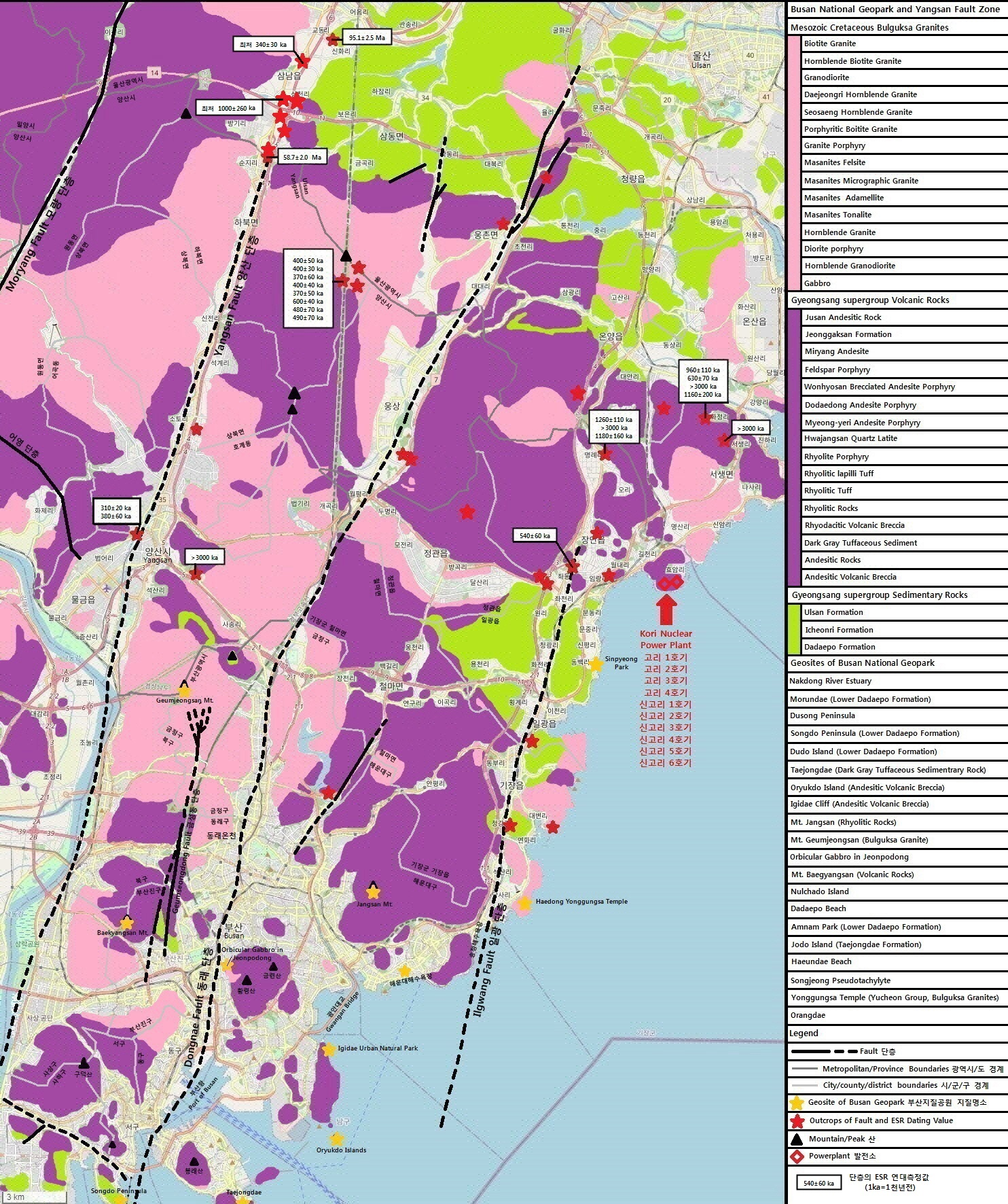
경상 분지 동부를 지나는 양산 단층대 남부(부산광역시, 울산광역시, 양산시 일대)의 모습과 단층의 노두 및 ESR 연대측정값.

양산 단층대의 남부 지역인 울산광역시 언양읍~양산시 통도사 일대에는 양산 단층과 관련해 다수의 단층 지형이 발달한다. 단층대의 양측부는 고지대이나 중앙부는 양산 단층대에 평행한 북북동-남남서 방향의 단층곡을 형성하며, 경부고속도로와 국도 제35호선이 지나는 단층곡의 저지대를 따라서 제4기 단층의 노두가 확인된다. 양산 단층대의 양측 지형은 단층곡을 중심으로 하여 서부는 고지대와 급사면을 이루고, 동부는 저지대와 완사면을 이루는 서고동저의 고도 분포를  보이고, 양산 단층대 중심부의 일부 하안단구는 단층곡을 중심으로 동쪽이 상승하여 있고 하안단구면이 동쪽으로 경사하는 특징을 보인다. 언양 지질도폭(1972)에서의 양산 단층은 언양 단층으로 명명되었으며, 양산 이남에서 시작하여 경주, 포항으로 이어지는 북북동 20°방향의 대규모 단층이다. 본 단층을 경계로 서부에 경상 누층군 유천층군 화산암류(주산안산암질암)와 화강암류가 분포하며, 동부에는 주로 경상 누층군 하양층군 대구층이 분포하여 지질도폭 설명서에서는 단층 서부가 융기하고 단층 동부가 침강한 것으로 추정하였다. 도폭 중부 언양읍 직동리 북부 경부고속도로변에서 단층각력과 단층경면이 확인되었다.
두서면, 두동면
이기화 외(1985)는 울주군 두서면에서 중력, 지전기, 방사능 탐사를 실시하였고 양산 단층의 존재를 확인하였다. 중력 이상은 대체로 양산 단층에 수직한 방향으로 나타나며 단층파쇄대에서 풍화암이 100 m 깊이까지 연장된 것으로 추정된다. 단층파쇄대와 연관되어 낮은 전기 비저항값을 갖는 구간이 중력이 낮은 구역에 나타나며 단층파쇄대 부근에서 감마선 방출량이 급격하게 증가한다.
김영화와 이기화(1988)는 울주군 두동면 봉계리에서 언양읍까지 5개 지점에서 전기 비저항 탐사와 시추조사를 실시하였다. 양산 단층은 북동 15~20°의 주향에 경사는 거의 수직(서쪽 약간)이며 단층파쇄대의 규모는 봉계리에서 수십 m에 불과하나 남쪽으로 내려갈수록 증가해 언양읍에서 수천 미터에 이른다.
울주군 두동면 천전리에서 양산 단층의 주 단층대가 확인되었다. 단층대는 폭이 약 100 m에 달하며, 주로 남-북 방향으로 거의 수직에 가까운 고각의 단층대를 이루고 있다. 단층의 감각은 대부분 우수향 주향이동이 우세하나 동측의 상반이 서쪽으로 올라간 역단층 운동도 확인되어 우수향 주향 이동 이후 동-서 방향의 압축력에 의한 역단층 운동이 있었음을 지시한다.
2019년 양산 단층 남부 지역을 대상으로 한 정밀 지질조사 수행 중 울산광역시 두서면 미호리 아미산 못길 54번지 신우목장 절개사면에서 미고결 퇴적층을 절단하고 있는 역단층이 확인되었으며, 이는 양산 단층 남부 인근 이서 지역에서 최초로 발견된 제4기 단층 노두이다. 이 지점은 양산 단층의 주 단층대로부터 서쪽으로 약 1.7 km 떨어져 있으며 단층은 주향 북동 30-35°, 경사 남동 79~82°의 자세를 보이며, 동쪽 지괴(상반)가 서쪽 지괴(하반)를 올라타는 일반적인 역단층으로 약 5.8 m 의 겉보기 수직 변위가 관찰된다. 이 단층은 단층면은 선명하나 단층손상대가 거의 발달하지 않으며 단층면에 1~3 cm 두께의 적갈색 단층비지가 있고 단층조선은 순수한 역단층 운동을 지시한다. 기존에 보고된 단층들은 대부분 해발 100 m 이하의 저지대에 있지만 이 노두는 해발 280 m에 있어 양산 단층과 직접적인 관련이 없는 독립적인 기반암 단층이 제4기 동안 재활성된 결과일 가능성이 있다. 그러나 이 단층은 2016년 경주 지진을 야기한 단층과 매우 유사한 기하학적 자세를 보이고 있어 양산 단층과 평행한 북북동 방향의 덕천 단층 사이의 연결부 손상대 내 부수 단층이 제4기에 재활성한 결과일 가능성도 있다.
언양읍
울주군 언양읍 신흥리 신흥마을 입구의 트렌치 단면에서 양산 단층대의 주 단층과 제4기 단층이 관찰되었다. 이 일대에는 경상 누층군 유천층군의 주산안산암질암과 진동층에 대비되는 하양층군 대양동층 그리고 불국사 화강암류가 분포한다. 연구 결과 양산 단층대의 형성과 관련되어 있는, 적어도 2회의 주향 이동 단층 운동과 그 이후 발생한 적어도 2회의 역이동 단층운동이 인지되었다.
경부고속도로 서울방향 언양휴게소의 남쪽 절개사면과 바닥면에 드러난 노두에서 70 m 이상의 폭, 북동 10~20°의 주향과 남동 70~80°의 경사를 가지는 단층이 발견되었다. 이곳에서는 공액상의 북서 방향의 소규모 정단층들이 북동 주향의 단층에 의해 우수향으로 잘려 있다. 이 노두의 단층경면의 단층조선과 수평변위 등은 북동-남서 방향의 수평 응력이 양산 단층의 우수향 주향 이동을 주도하였음을 지시한다.
삼남면, 삼동면
울주군 삼남면 신화리(N 35°32'53.93", E 129°07'21.44")와 교동리(N 35°33'09.90", E 129°06'53.30")에 발달하는 신화 단층은 급경사 지형의 발달로 확인되었다. 교동리와 신화리 지역의 고위면 단구면에는 서쪽경사를 하고 있는 3조의 북북동-남남서 방향인 저단층애의 급경사 지형이 확인되었다. 급경사면 인근에서 단층의 노두는 확실하게 관찰되지 않으나 작전천 곡벽 노두 단면에는 백악기 이암층의 층리 경사 변화 양상이 관찰된다. 이암층의 층리는 북서 25~30°의 완만한 양상을 보이나, 저단층애의 급경사 지역에 가까워지면서 이암층의 층리가 급해지다가, 추정 단층 위치에서 층리의 경사는 거의 수직이 된다. 그리고, 전단 작용을 받은 이암에서는 수평의 단층조선이 관찰된다. 단층비지에 대한 칼륨-아르곤 연대 측정 결과는 95.1±2.5 Ma 이나 이는 최후기 단층 운동이 아닌 그 이전의 단층 운동을 지시하는 것으로 판단된다.
울주군 삼남면 상천리에 발달하는 상천 단층 주변 지역에는 4개의 하안단구면이 발달하며 이들은 전체적으로 서쪽으로 기울어져 있다. 상천 1지점의 단층은 양산 단층의 가지 단층이다. 경재복 외(1999)는 서쪽 단층을 f1, 동쪽의 것을 f2로 하였고, 그 후 여러 보고서에서 이를 상천 1단층, 상천 2단층으로 지칭하였다.
- 상천 1단층은 상천리의 중남초등학교 약 50 m 남쪽 지점(N 35°32'06.59", E 129°06'29.96")에 발달하며 하안단구의 고위면을 절단하고 있다. 중남초등학교 동측에 위치한 국도 제35호선 도로변에 화강암과 단구퇴적층이 접촉하고 있는 단층 노두가 있는데 이 노두상에서 측정된 단층의 주향과 경사는 북동 23°및 수직으로 약 10 cm 단층 점토대와 1 m 내외의 단층 파쇄대가 관찰된다. 상천 1단층 지점으로부터 서쪽으로 약 10, 30 m 떨어진 곳에 시추를 한 결과 기반암인 안산암이 하부 11 m 에 분포하는 것이 확인되었으며 단층운동에 의한 수직변위는 최소 약 11 m이다. 단층비지에 대한 TL 연대측정 결과는 100 ka이며 ESR 연대측정값은 850±240 ka, 630±150 ka, 660±60 ka, 540±60 ka, 520±50 ka, 480±40 ka, 340±30 ka이다.[25][37][38]
- 상천 2단층의 노두(N 35°32'03.70", E 129°06'43.06")는 경부고속도로에 인접해 있으며 단층에 의한 제4기 퇴적층의 변위는 관찰되지 않으나, 단층 주변의 선상지 퇴적층의 부정합면 표고차에 의하여 제4기 단층으로 인정되는 노두이다. 단층의 수직 변위량은 최소 10m 이상 될 것으로 추정된다.[25][37]

울주군 삼남면 상천리에 발달하는 가천 단층은 양산 단층의 주 단층대이며 단층대의 폭은 60 m 이상이다.
- 가천 1단층은 경부고속도로 서쪽 약 200 m 지점의 상천천 단면(N 35°31'14.0", E 129°06'6.4")에 드러나 있으며 단층의 주향과 경사는 북동 10~25°및 남동 70~80°이다. 주 단층대 동쪽에 위치한 단층 비지대(N 35°31'03.10", E 129°06'14.30")와 파쇄대의 폭은 약 110 cm이다. 단층비지에 대한 ESR 연대측정값은 1010±190 ka, 1000±260 ka, 1290±250 ka, 1400±160 ka, 1150±70 ka, 1150±110 ka, 1290±110 ka 및 3000 ka 이상을 보여 이 단층은 약 100~140만 년 전에 재활동한 단층으로 해석된다.[25][38] 가천 1단층 주변에서는 미고결 역암층 내 역의 장축 배열이 수직에 가깝게 회전되어 있는데 이는 퇴적층 형성 후 가천 1단층의 역단층성 운동에 의한 끌림습곡작용에 의한 것으로 해석된다.[39]
- 가천 2단층은 가천 1단층으로부터 약 700 m 동쪽 지점(N35°31'17.86", E129°06'32.58")에 자연 노두로 있으며 백악기 이암과 제4기 역암이 단층으로 접하고 있다. 단층비지에 대한 ESR 연대측정값은 750±90 ka 및 830±130 ka이다.[25][40][38]

울주군 삼남면 상천리 948-17, 서울주 분기점 옆 상천소류지(연봉저수지) 약 265 m 지점(N 35°30'41.47",  E 129°05'48.98"), 방기리 삼성전관 앞에 연봉 단층이 위치한다. 이 지역에는 서쪽을 향한 경사면이 발달하고 있는  단층애(flexural  scarp)가 북북동 방향으로 북쪽으로는 연봉저수지, 남쪽으로는 조일 목장까지 연장되고 있다. 이곳은 항공사진 판독에 의하여 역단층 운동에 기인한 단층애(flexural scarp)가 인지된 바 있다. 트렌치 조사에서 백악기 화강반암과 제4기 역암층을 절단하는 2조의 단층면이 확인되었다.
울주군 삼동면 조일리의 조일 단층(N 35°30'21.3", E 129°05'59.4", 하방저수지 동쪽 350 m)은 양산 단층에 인접한 단층으로 남동측의 백악기 화산암과 북서측의 제3기 퇴적암 위에 부정합으로 놓인 제4기 미고결 퇴적층이 접한다. 단층면의 주향과 경사는 북동 10° 및 남동 76°로 고각의 단층이고 단층을 중심으로 동쪽이 융기한 양상을 보이고 있다. 양산시 월평 2단층의 북측 연장부로 보이는 이 단층의 수직 변위량은 최소 4 m 이상이며, 단층암대는 두 갈래로 갈라져 있으며 제4기 역암쪽 단층면의 주향은 북동 32°경사는 남동 80°이며 우수향 주향이동을 보인다. 백악기 이암쪽 단층면의 주향은 북동 20°, 경사는 남동 62°이다. 단층비지에 대한 ESR 연대측정 결과는 800±100 ka 및 830±190 ka로 측정되었다.
뚜렷한 단층 계곡이 발달하는 울주군 지역에서는 미약한 하안단구 지형과 선상지 지형이 발달한다. 하안단구보다 선상지가 더 잘 관찰되는 특징은 수직 이동의 지각운동이 활발해진 결과인 것으로 추정되며, 단층곡 내부를 메우고 있는 높은 밀도의 지형면 분포는 활발한 파쇄 작용에 따른 퇴적물 공급에 기인한 것으로 판단된다.

### 동래 단층
동래 단층은 양산 지질도폭(1964)과 언양 지질도폭(1972)에서 오복 단층이라는 이름으로 처음 기재되었다가, 이후 동래 지질도폭(1978)에서 처음으로 동래 단층으로 명명되었다. 장태우와 추장오(1998)는 양산시 웅상읍과 웅촌면 일대의 동래 단층을 조사하고 단층비지(fault gouge)에 대한 칼륨-아르곤 연대 측정에 의해 열수변질을 수반한 동래 단층의 주요 활동 시기는 신생대 고제3기에 해당하는 51.4∼57.7 Ma와 40.3∼43.6 Ma으로 보고하였다. 동래단층은 북북동 주향으로 일직선으로 연장되는 교과서적인 단층이 아니라, 다소 다른 방향성을 가지는 여러 조의 단층 분절(segment)들이 모여서 단층대를 형성하는 것으로 알려져 있다. 동래 단층은 울산 북부에서는 대체로 북북동 방향으로 연장되나, 울산-양산-언양 일원에서는 국부적으로 북동-남서 방향으로 분지되거나, 북동 10~30°범위에서 1조 또는 여러 조의 방향으로 나타난다.
양산 지질도폭(1964)에서는 오복 단층이라는 이름으로 보고되었다. 울산광역시 울주군 웅촌면 대복리 오복 마을을 지나는 오복 단층은 북동 10°및 북동 15°주향을 가지는 2조의 단층이 발달하며 회야강과 일치하게 연장된다. 이들 단층은 경상 누층군 대구층과 경상 누층군 유천층군 주산안산암질암의 경계를 이룬다. 언양 지질도폭(1972)에서는 울산광역시 울주군 청량면 율리를 지나는 북동 25° 주향의 단층으로 보고되었다. 경상 누층군 대구층과 주산안산암질암, 흑운모 화강암을 지나간다. 이 단층은 이들 암석의 분포에 근거하여 단층 서측이 북동 방향으로, 단층 동측이 남서방향으로 이동한 우수향 주향 이동 단층으로 기재되었다.
손문 외(2003)는 경상남도 양산시와 울산광역시 울주군 일대의 천성산과 정족산 일원을 대상으로 정밀 지질조사를 실시하였고, 양산 단층과 동래 단층에 평행하고 연속성이 좋은 우수향 주향이동단층 법기 단층과 이와 사교하는 북서 방향의 우수향 횡인장성 단층 그리고 크고 작은 규모의 단층들이 존재함이 확인되었다. 법기 단층은 천성산-정족산 지역의 중앙부에 위치하며 약 12 m의 단층파쇄대와 수십 cm의 단층비지대를 형성하고 있다. 이 단층은 단층곡(斷層谷, Fault valley)으로 판단되는 북북동 방향의 계곡을 따라 도처에서 관찰된다. 수직의 단층면에서는 단층조선이 뚜렷이 발달하고 있으며 단층면상에 돌출된 부위와 단층파쇄대를 따라 주입된 방해석 맥들의 기하학적 형태는 이 단층의 우수향 주향 이동 운동을 지시한다. 북서 방향의 단층은 양산시 하북면 용연리 조계암 남쪽 계곡에서 양호한 노두로 드러나 있는데 폭 5m의 파쇄다와 폭 5cm의 단층비지대가 관찰된다. 거의 수직의 단층면을 가지며 우수향 주향이동 운동과 함께 남서쪽 지괴가 북동쪽 지괴에 비해 침강된 사교 이동(oblique slip)의 운동감각을 보인다. 이 단층은 화강암과 호온펠스의 경계를 이루고 있으며 법기 단층에 의해 그 연장이 절단된다.
이광률 외(2019)는 동래 단층 중부 지역인 울산광역시 울주군 웅촌면-양산시 웅상 일대의 단층 지형과 지형 발달을 연구하였다. 단층 관련 지형으로 변위·굴절 하도, 단층 와지, 단층 구릉, 삼각말단면, 벤치, 선상지, 하안단구가 이 일대 여러 지역에서 확인되었다. 또한 웅상 분지의 남쪽 가장자리에 위치한 회야강과 수영강 유역의 분수계에서 수영강에 의한 하천쟁탈 현상이 확인되었는데 이는 웅상 분지 일대에서 단층 작용과 관련하여 지반 융기가 발생하였을 가능성에 대한 지형적 증거가 될 수 있다.
신재열 외(2019)는 양산 단층대 남부의 단층 지형을 연구하였다. 울산광역시 울주군 웅촌면 석천리 북부 일대는 곡류 절단의 비정상적 패턴, 기반암 단층의 분포 및 기하, 세류 하천의 굴절 현상 등 지형 발달의 이상(異相) 패턴에 의해 단층 운동이 높게 의심되는 지역으로, 조사 결과 원래 두 번 있었던 회야강의 곡류가 동래 단층의 활동으로 우수향으로 절단된 후 구하도로 남은 것으로 밝혀졌다. 전기 비저항 탐사 결과 뚜렷한 저비저항 이상대는 확인되지 않았다.
단층의 노두
- 울산광역시 울주군 청량면 삼정리(N 35°29'16.41", E 129°13'57.86"), 삼정초등학교 남쪽 계곡은 단층 운동에 의해 파쇄대가 매우 심하게 발달한 북북동 방향의 단층곡(斷層谷)이며 폭 60 m의 단층선곡을 따라 기반암인 경상 누층군 울산층(대구층)의 파쇄각력암이 있다. 주 단층면은 관찰되지 않았으나 제4기 단층이 존재할 가능성이 있는 곳이다. 동일 고도에서 단층곡의 동편은 경상 누층군의 단층각력암들이 분포하나 서편은 제4기 산록퇴적물이 분포하여 단층선곡의 서쪽 지괴가 침강한 지형을 나타낸다.[25]
- 울산광역시 울주군 웅촌면 곡천리(N 35°28'04.61", E 129°12'41.03", 용연사 가는 도로가 계곡)에는 안산암질 화산암 및 응회암에 주향 10~5°, 경사 남서 75~85°의 단층이 발달하고 있다. 단층대 폭은 약 3 m로 단층각력과 두께 3cm의 단층비지로 구성된다. 다수의 단열대를 수반한 이 단층은 동래 단층에 분지된 소규모의 단층으로 보인다.[25]

### 일광 단층
기존의 방어진 및 울산 지질도폭(1968)에서는 단층의 존재가 보고되지 않았으나 조사 결과 울주군 서생면 화정리 일대에서 단층의 노두가 집중적으로 보고되었다. 이 지역은 일광 단층의 북동부 말단으로 보인다. 일광 단층은 태화강 이북 지역에서는 보고된 바 없다.
- 울산광역시 울주군 온양읍 운화리(N 35°23'54.4", E 129°14'53.2")에서 발견된 운화 단층은 북동 20°의 주향과, 남동 70°의 경사를 가지며 이 단층을 경계로 서측의 안산암질암과 동측의 지4기 퇴적층이 정단층 접촉한다. 운화 단층의 동쪽으로 약 100 m 떨어진 지점에는 북동-남서 방향의 선상구조 및 지형 변위가 관찰되며, 이를 중심으로 서측 지괴가 동측 지괴에 비해 수직으로 약 3 m 상승한 특성을 보인다. 이런 점들로 보아 운화 단층은 제4기에 국지적으로 정단층 운동을 겪은 것으로 판단된다.
- 울산광역시 울주군 서생면 발리(N 35°23'29.69", E 129°17'45.96")에서 발견된 주향 북동 45°, 경사 남동 68°의 단층은 이암을 절단하며 주변의 지층들은 수직에 가깝게 기울어 있다.[49]
- 울산광역시 울주군 서생면 화정리 계곡(N 35°23'15.37", E 129°18'42.58")에서 발견된 주향 북동 27°, 경사 남동 65°의 단층은 안산암질 응회암을 절단하며 1.5cm 두께의 단층핵은 단층비지 내지 단층각력으로 구성된다. 같은 지역에서 발견된 또 다른 단층은 주향 북동 41°, 경사 남동 61°의 자세로 안산암질 응회암을 절단하고 있다. 인근(N 35°23'18.41", E 129°18'47.53")에서 확인된 단층은 주향 북동 38°, 경사 북서 68°의 자세로 안산암질 응회암을 절단한다.[49]
- 울산광역시 울주군 서생면 화정리 술마마을 인근(N 35°23'14.9", E 129°18'42.8", 화정 1지점)에는 이희권과 양주석(2005)에 의해 최초로 발견된 주향 북동 51°, 경사 북서 60°의 단층이 있다. 단층대의 폭은 약 180 m로 폭 1 m의 단층비지와 폭 3~50 cm의 단층각력암, 폭 80 cm의 단층파쇄암으로 구성되며 이 단층을 경계로 안산암과 유문암이 각각 동측과 서측에 분포한다. ESR 연대측정 결과는 단층대 동측 경계에서 630±70 ka 및 960±110 ka, 서측 경계에서 1160±200 ka, 내부에서 3000 ka 이상이다.[50][25]
- 울산광역시 울주군 서생면 화정리 술마마을 인근(N 35°23'14.34", E 129°18'42.42")에서 발견된 북동 주향의 단층은 안산암질 응회암을 절단하며 단층비지에서 발견된 단층조선은 좌수향 횡압축성 운동감각을 지시한다. 제4기 지층을 변형시킨 흔적은 확인되지 않았다.[49]
- 울산광역시 울주군 서생면 화정리(N 35°22'47.44", E 129°19'02.74")에서 발견된 주향 북동 35°, 경사 65°의 단층은 안산암질 응회암을 절단하며 1.2m 폭의 단층핵은 직경 10 cm 내외의 단층각력과 두께 2 cm의 단층비지로 구성된다. 바로 옆의 노두(N 35°22'48.47", E 129°19'03.24")에는 주향 북동 21°, 경사 남동 86°의 자세로 안산암질 응회암을 절단하는 단층이 확인된다.[49]
- 울산광역시 울주군 서생면 화정리(N 35°22'43.9", E 129°19'17.0", 화정 2지점)에는 안산암질 응회암 내에 주향 북동 29°, 경사 북서 89°의 단층이 발달한다. 단층비지대에서 채취한 시료의 ESR 연대는 모두 3백만년 이상이다.[50][25]
- 울산광역시 서생면 대송리를 지나는 국도 제31호선 도로변의 풍화된 도로 절개면(N 35°21'55.4", E 129°21'11.5")에는 약 73 m 폭을 갖는 단층대에 18개 이상의 단층이 발달한다. 딘층의 주향은 북북동 및 남-북 방향이 우세하며 경사는 70~89°의 고각이다. 운동 감각은 대체로 우수향 주향이동을 보인다. ESR 연대는 포화된 것으로 추정된다.[51]
- 울산광역시 서생면 용리의 산사면 절개지(N 35°21'12.3", E 129°18'18.5")에는 폭 40 m의 단층대에 11개 이상의 단층이 발달한다. 단층의 주향은 북북동, 북북서 방향이 우세하며 경사는 75~88°의 고각이다. ESR 연대는 포화된 것으로 추정된다.[51]

### 송정터널
북울산역에서 외동읍 구어리까지 이어지는 동해선의 송정터널 시공 중 설계 시의 예측과는 달리 대규모 단층활동으로 파쇄가 심한 지질구조대가 발견되었다. NATM 공법에 연장 10.22 km의 송정터널은 울산층, 안산암, 화강암 내에 발달하며 부근에 울산 단층이 지난다. 울산층은 국부적으로 혼펠스화되어 매우 치밀하고 견고하다. 안산암은 울산층을 관입하였고 치밀견고한 괴상체이며 단층 작용과 관련되어 많은 부분이 파쇄, 풍화되었다. 화강암체는 절리군이 발달하며 다수의 파쇄대가 있다.

## 지진
김태호(2008)는 국가중요시설인 울산석유화학공단의 안전도 평가를 위해 지표가속도에 대한 데이터를 분석하였다. 그 결과 석유 화학시설이 많이 분포된 지역이면서 연약 지반을 가진 용연동과 고사동에 위치한 시설물이 기타 지역에 비해 더 취약한 것으로 나타

## 광산과 지하자원

### 달천철장(울산 철광산)

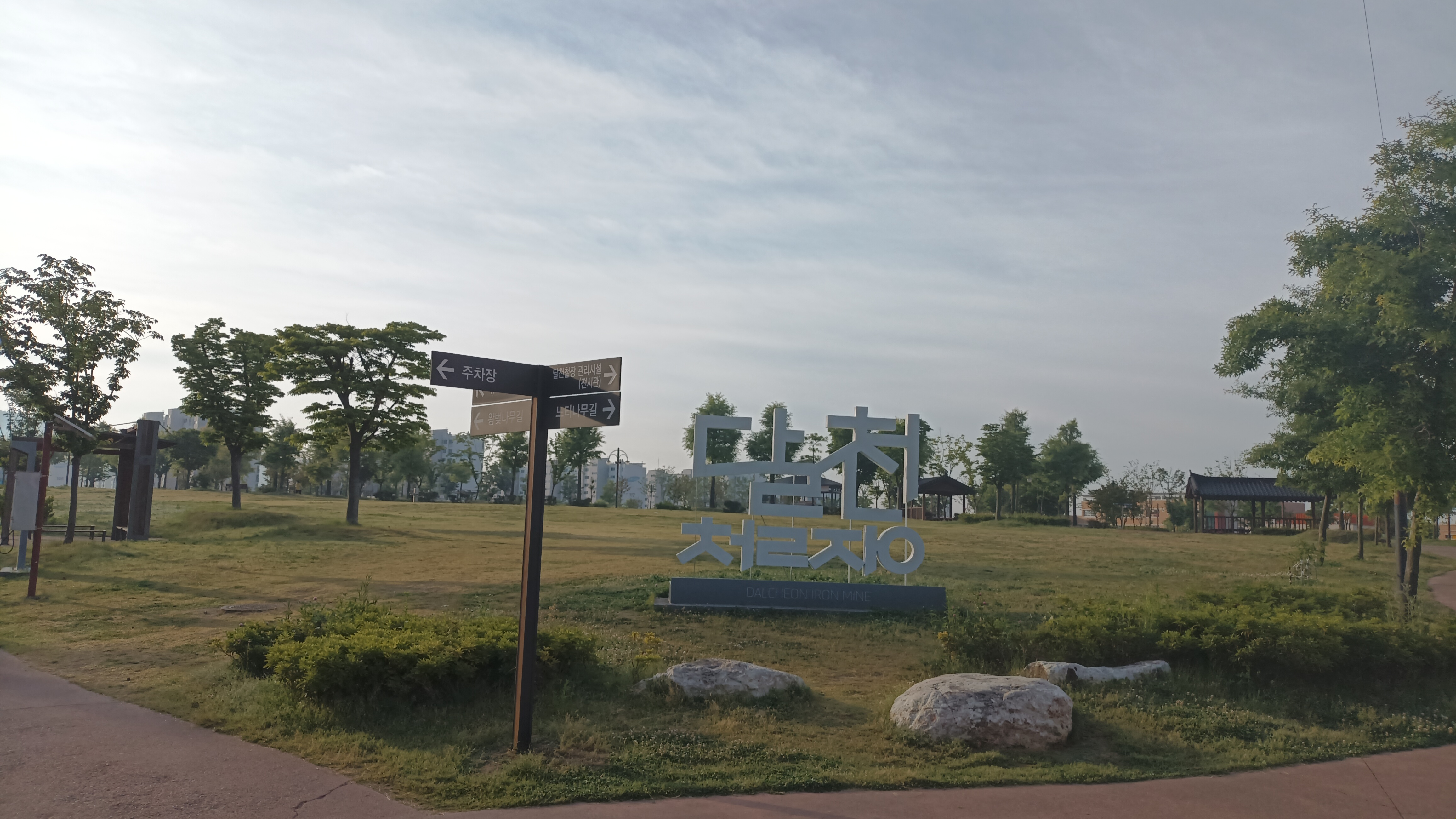
울산광역시 달천철장

울산철산(蔚山鐵山) 또는 달천철장(達川鐵場)은 현재의 울산광역시 북구 달천동에 위치한 철 광산이다. 철장(鐵場)은 철광석을 캐던 곳을 말하며 달천철장의 역사는 신라 시대까지 거슬러 올라간다. 세종실록 지리지에는 달천에서 생산된 철 12,500근이 수납되었다는 기록이 있다. 울산 지질도폭(1968)에 의하면 이 광산은 대한제국 시대인 1906년에 처음 등록되었으며 생산 실적은 1965년에 12,737 M/T (철 60%), 1966년 상반기에 28,658 M/T였다. 광산 일대의 지질은 조선 누층군에 대비되는 결정질 석회암 지층과 이를 부정합으로 덮는 경상 누층군 울산층/대구층의 자색~회녹색 셰일, 응회질사암, 혼펠스 그리고 이들을 관입한 불국사 화강암류의 흑운모 화강암이다. 울산철산은 석회암층이 흑운모 화강암의 관입으로 형성된 접촉 교대광상으로 석회암을 교대하여 스카른 및 자철석을 형성하였다. 광석의 철 품위는 평균 43%, 고품위의 것이 60%에 달하며 매장량은 확정 404,800 M/T, 추정 1,049,130 M/T, 총 1,453,930 M/T로 계산되었다. 주 광체는 화강암체의 접촉부에서 동쪽으로 200 m 떨어진 곳에 부존되며 노두에서 약 280 m 지하까지 발달하는 것으로 확인되었다. 스카른대는 화산쇄설암류를 주로 하는 암석과의 접촉부를 따라 양쪽으로 발달한다. 스카른 광물은 그란다이트(Grandite), 회철석류석(灰鐵, andradite), 투휘석, 회철휘석(灰鐵輝石, hedenbergite), 녹렴석, 양기석(陽起石), 녹니석, 석영, 방해석 등이다. 광석광물은 가장 중요한 자철석을 주로 하고 회중석, 유비철석과 함께 소량의 황동석, 황철석, 섬아연석, 방연석, 비사면동광(砒四面銅鑛, tennantite) 및 능망가니즈광 등이다. 관계 화성암의 흑운모의 칼륨-아르곤 연대 측정 결과는 58 Ma로서 제3기이다.
옛 달천철장은 오늘날 유적 공원(도로명주소: 울산 북구 달천철장길 58)으로 조성되어 있다. 이 유적공원은 정확히 석회암이 분포하는 곳 위에 있다. 그러나 이 공원에서 노두는 관찰되지 않는다.

### 자수정
언양 지질도폭(1972)에 의하면, 봉화산 남록 327고지 일대(자수정 동굴나라가 위치한 상북면 등억알프스리~삼남읍 교동리 일대)는 중립 내지 조립의 흑운모 화강암으로 암석 내 균열을 따라 수정이 정동(geode)을 이루고 있다. 이곳의 자수정은 신라 시대부터 개발되어 왔으며, 해방 후 자수정 광산 인근 주민들이 원시적인 도구를 사용하여 산발적으로 자수정을 채취하다가, 1975년에 지역 산주들을 중심으로 "경상남도 토사석 채굴업 협동조합"이 결성되어 공동 생산 체제하에서 자수정을 채굴하기 시작하였다. 현재는 관광지인 자수정 동굴나라로 재탄생했다.

### 갈탄
제3기 정자 역암층 하부의 암회색 셰일 사이에는 2 내지 3매의 갈탄 내지 탄질셰일층이 협재된다. 이 갈탄은 효문동 북방 300 m 계곡 등지에서 관찰된다. 폭 2 m의 지층 내에 탄질물과 암회색 셰일이 교호하며 반복된다.

### 벤토나이트
울산광역시 북구 산하동 화암마을 부근에 벤토나이트 광상이 발달한다. 일대의 지질은 제3기 당사리 안산암과 당사 안산암질응회암으로 구성되며 이들 화산재가 변질되어 벤토나이트 점토광물을 형성한 것으로 추정된다.

### 고령토
울주군 서생면과 온양읍 경계인 위곡 저수지 동쪽 1.5 km 지점에 고령토광상이 위치한다. 이 광상은 1960년경 고령토를 채굴한 바 있으나 그 후 품질저하와 광량 불량으로 휴광하였다. 본 광상의 지질은 명례리함각력안산반암을 모암으로 하여 불국사 화강암류의 맥상 규질암으로 구성되고 규장암질암에 열수 용액이 열극을 따라 상승하여 본 암맥을 변질시켜 고령토 광상을 형성하였다.

## 같이 보기
- 울산광역시의 역사
- 부산광역시의 지질
- 대구광역시의 지질
- 포항시의 지질
- 경상 누층군
- 울산 단층
- 양산 단층
- 동래 단층
- 일광 단층